# Pietro Frattini
Pour les articles homonymes, voir Frattini.
Pietro Frattini (né le 1er décembre 1821 à Vigo di Legnago dans la province de Vérone et mort le 19 mars 1853  à Belfiore) est un patriote italien, et un des martyrs de Belfiore.

## Biographie
Alors que Pietro est âgé de quinze ans, sa famille déménage à Mantoue. Il se rapproche des idées républicaines de Giuseppe Mazzini avec les émeutes de 1848 et est un des premiers à être admis à entrer dans la Garde Civique instituée dans la province virgilienne.
Au cours de la première guerre d'indépendance, il participe à la première bataille de Governolo (frazione de Roncoferraro), le 24 avril 1848, qui permet à une petite armée modenese de repousser une incursion autrichienne de la ville-forteresse de Mantoue, et après la défaite de Novare, il suit Giuseppe Garibaldi pour défendre la République romaine. Il est grièvement blessé lors des affrontements dans la Villa Doria Pamphilj.
À la suite de l’amnistie de l’empereur autrichien d'octobre 1849, Frattini retourne à Mantoue. Il entre au comité insurrectionnel mantouan, pour qui il cache, à son domicile, une imprimerie clandestine et héberge des patriotes fuyant leur ville d'origine. Comme pour les autres martyrs de Belfiore, la confession de Luigi Castellazzo lui est fatale. Il est arrêté dans la soirée du 26 octobre 1852 et condamné à mort pour haute trahison.
L'exécution a lieu le 19 mars 1853 quelques heures avant que l'on apprenne la promulgation d'une amnistie à l'occasion de l’anniversaire de l’empereur.

## Sources
- (it) Cet article est partiellement ou en totalité issu de l’article de Wikipédia en italien intitulé « Pietro Frattini » (voir la liste des auteurs).
- (it) Timoleoni Vedovi, Cenni biografici dei martiri di Belfiore et di S. Giorgi, V. Guastalla, 1872, 231 p. (lire en ligne)
- (it) Luigi Martini, Il confortatorio di Mantova negli anni 1851, 52, 53 e 55, vol. I, Mantoue, Tipografia Bortolo Balbiani, 1870, 2e éd., 336 p. (lire en ligne)